# Wereldbeker freestyleskiën 2017/2018
De wereldbeker freestyleskiën 2017/2018 (officieel: FIS World Cup Freestyle skiing) was een competitie voor freestyleskiërs die georganiseerd werd door de internationale skifederatie FIS. In de wereldbeker waren zowel voor mannen als voor vrouwen zes disciplines opgenomen (halfpipe, slopestyle, ski cross, aerials, moguls en dual moguls). Voor deze disciplines werden ieder afzonderlijk medailles uitgereikt, waarbij dual moguls en moguls als één discipline werden gerekend. Het seizoen begon op 26 augustus 2017 in het Nieuw-Zeelandse Cardrona en eindigde op 24 maart 2018 in het Canadese Quebec.

## Mannen

### Kalender
| Datum | Plaats          | Onderdeel   | Eerste                | Tweede                | Derde                 |
| --- | --------------- | ----------- | --------------------- | --------------------- | --------------------- |
| 27/08/2017                                                                                                  | Cardrona        | Slopestyle  | James Woods           | Andri Ragettli        | Fabian Bösch          |
| 01/09/2017                                                                                                  | Cardrona        | Halfpipe    | Alex Ferreira         | Kevin Rolland         | Simon d'Artois        |
| 03/11/2017                                                                                                  | Kopenhagen      | Big air     | Afgelast              | Afgelast              | Afgelast              |
| 18/11/2017                                                                                                  | Milaan          | Big air     | Elias Ambühl          | Hugo Burvall          | Andri Ragettli        |
| 26/11/2017                                                                                                  | Stubai          | Slopestyle  | Øystein Bråten        | Evan McEachran        | Colby Stevenson       |
| 01/12/2017                                                                                                  | Mönchengladbach | Big air     | Christian Nummedal    | Oscar Wester          | Øystein Bråten        |
| 08/12/2017                                                                                                  | Copper Mountain | Halfpipe    | David Wise            | Noah Bowman           | Simon d'Artois        |
| 07/12/2017                                                                                                  | Val Thorens     | Skicross    | Christopher Del Bosco | Arnaud Bovolenta      | Terence Tchiknavorian |
| 09/12/2017                                                                                                  | Val Thorens     | Skicross    | Afgelast              | Afgelast              | Afgelast              |
| 09/12/2017                                                                                                  | Ruka            | Moguls      | Mikaël Kingsbury      | Dmitri Reiherd        | Pavel Kolmakov        |
| 12/12/2017                                                                                                  | Arosa           | Skicross    | Viktor Andersson      | Kevin Drury           | Victor Öhling Norberg |
| 15/12/2017                                                                                                  | Montafon        | Skicross    | Sergej Ridzik         | Terence Tchiknavorian | Jean-Frédéric Chapuis |
| 16/12/2017                                                                                                  | Secret Garden   | Aerials     | Jia Zongyang          | Maksim Goestik        | Lewis Irving          |
| 17/12/2017                                                                                                  | Secret Garden   | Aerials     | Jia Zongyang          | Qi Guangpu            | Anton Koesjnir        |
| 22/12/2017                                                                                                  | Secret Garden   | Halfpipe    | Thomas Krief          | Joel Gisler           | Robin Briguet         |
| 21/12/2017                                                                                                  | Innichen        | Skicross    | Marc Bischofberger    | Christoph Wahrstötter | Thomas Zangerl        |
| 22/12/2017                                                                                                  | Innichen        | Skicross    | Marc Bischofberger    | Viktor Andersson      | Alex Fiva             |
| 21/12/2017                                                                                                  | Thaiwoo         | Moguls      | Mikaël Kingsbury      | Matt Graham           | Troy Murphy           |
| 22/12/2017                                                                                                  | Thaiwoo         | Moguls      | Mikaël Kingsbury      | Dmitri Reiherd        | Matt Graham           |
| 23/12/2017                                                                                                  | Font-Romeu      | Slopestyle  | Oscar Wester          | Ferdinand Dahl        | Øystein Bråten        |
| 06/01/2018                                                                                                  | Moskou          | Aerials     | Anton Koesjnir        | Ilja Boerov           | Stanislav Nikitin     |
| 06/01/2018                                                                                                  | Calgary         | Moguls      | Mikaël Kingsbury      | Dmitri Reiherd        | Matt Graham           |
| 10/01/2018                                                                                                  | Deer Valley     | Moguls      | Mikaël Kingsbury      | Sho Endo              | Bradley Wilson        |
| 11/01/2018                                                                                                  | Deer Valley     | Moguls      | Mikaël Kingsbury      | Dmitri Reiherd        | Matt Graham           |
| 12/01/2018                                                                                                  | Deer Valley     | Aerials     | Maksim Boerov         | Qi Guangpu            | Anton Koesjnir        |
| 12/01/2018                                                                                                  | Snowmass        | Halfpipe    | David Wise            | Alex Ferreira         | Aaron Blunck          |
| 13/01/2018                                                                                                  | Snowmass        | Slopestyle  | Andri Ragettli        | Ferdinand Dahl        | Øystein Bråten        |
| 13/01/2018                                                                                                  | Idre            | Skicross    | Alex Fiva             | Marc Bischofberger    | Jean-Frédéric Chapuis |
| 14/01/2018                                                                                                  | Idre            | Skicross    | Jean-Frédéric Chapuis | Alex Fiva             | Jonas Devouassoux     |
| 19/01/2018                                                                                                  | Mammoth         | Halfpipe    | Kyle Smaine           | Alex Ferreira         | Torin Yater-Wallace   |
| 21/01/2018                                                                                                  | Mammoth         | Slopestyle  | Teal Harle            | Andri Ragettli        | Evan McEachran        |
| 19/01/2018                                                                                                  | Lake Placid     | Aerials     | Jia Zongyang          | Oleksandr Abramenko   | Olivier Rochon        |
| 20/01/2018                                                                                                  | Lake Placid     | Aerials     | Maksim Boerov         | Anton Koesjnir        | Naoya Tabara          |
| 20/01/2018                                                                                                  | Nakiska         | Skicross    | Paul Eckert           | Christoph Wahrstötter | Marc Bischofberger    |
| 20/01/2018                                                                                                  | Tremblant       | Moguls      | Ikuma Horishima       | Mikaël Kingsbury      | Dmitri Reiherd        |
| 9 tot en met 25 februari 2018: Olympische Winterspelen 2018 in Pyeongchang (telt niet mee voor wereldbeker) |                 |             |                       |                       |                       |
| 03/03/2018                                                                                                  | Silvaplana      | Slopestyle  | Alexander Hall        | Andri Ragettli        | Evan McEachran        |
| 03/03/2018                                                                                                  | Sunny Valley    | Skicross    | Jonas Lenherr         | Kevin Drury           | Jean-Frédéric Chapuis |
| 04/03/2018                                                                                                  | Sunny Valley    | Skicross    | Kevin Drury           | Jonas Lenherr         | Filip Flisar          |
| 03/03/2018                                                                                                  | Tazawako        | Moguls      | Ikuma Horishima       | Mikaël Kingsbury      | Dmitri Reiherd        |
| 04/03/2018                                                                                                  | Tazawako        | Dual moguls | Ikuma Horishima       | Mikaël Kingsbury      | Dmitri Reiherd        |
| 10/03/2018                                                                                                  | Airolo          | Dual moguls | Afgelast              | Afgelast              | Afgelast              |
| 16/03/2018                                                                                                  | Seiseralm       | Slopestyle  | Nick Goepper          | Andri Ragettli        | James Woods           |
| 17/03/2018                                                                                                  | Kühtai          | Halfpipe    | Afgelast              | Afgelast              | Afgelast              |
| 17/03/2018                                                                                                  | Megève          | Skicross    | Afgelast              | Afgelast              | Afgelast              |
| 18/03/2018                                                                                                  | Megève          | Dual moguls | Mikaël Kingsbury      | Benjamin Cavet        | Bradley Wilson        |
| 22/03/2018                                                                                                  | Tignes          | Halfpipe    | Noah Bowman           | Alex Ferreira         | Simon d'Artois        |
| 24/03/2018                                                                                                  | Quebec          | Big air     | Christian Nummedal    | Hugo Burvall          | Teal Harle            |

### Eindstanden
| Algemeen | Algemeen           | Algemeen | Algemeen |
| #        | Naam               | Land     | Punten   |
| -------- | ------------------ | -------- | -------- |
| 1        | Mikaël Kingsbury   | CAN      | 94,00    |
| 2        | Alex Ferreira      | USA      | 60,33    |
| 3        | Andri Ragettli     | SUI      | 60,00    |
| 4        | Maksim Boerov      | RUS      | 59,17    |
| 5        | Dmitri Reiherd     | KAZ      | 58,50    |
| 6        | Jia Zongyang       | CHN      | 54,83    |
| 7        | Anton Koesjnir     | BLR      | 53,33    |
| 8        | David Wise         | USA      | 46,50    |
| 9        | Marc Bischofberger | SUI      | 46,20    |
| 10       | Christian Nummedal | NOR      | 45,80    |

| Skicross | Skicross              | Skicross | Skicross |
| #        | Naam                  | Land     | Punten   |
| -------- | --------------------- | -------- | -------- |
| 1        | Marc Bischofberger    | SUI      | 462      |
| 2        | Jean-Frédéric Chapuis | FRA      | 403      |
| 3        | Kevin Drury           | CAN      | 398      |
| 4        | Alex Fiva             | SUI      | 349      |
| 5        | Sergej Ridzik         | RUS      | 325      |
| 6        | Jonas Lenherr         | SUI      | 316      |
| 7        | François Place        | FRA      | 302      |
| 8        | Paul Eckert           | GER      | 283      |
| 9        | Thomas Zangerl        | AUT      | 252      |
| 10       | Terence Tchiknavorian | FRA      | 245      |

| Big air | Big air            | Big air | Big air |
| #       | Naam               | Land    | Punten  |
| ------- | ------------------ | ------- | ------- |
| 1       | Christian Nummedal | NOR     | 229     |
| 2       | Elias Ambühl       | SUI     | 179     |
| 3       | Hugo Burvall       | SWE     | 174     |
| 4       | Jonas Hunziker     | SUI     | 121     |
| 5       | Elias Syrjä        | FIN     | 115     |
| 6       | Øystein Bråten     | NOR     | 110     |
| 7       | Ralph Welponer     | ITA     | 102     |
| 8       | Mac Forehand       | USA     | 84      |
| 9       | Oscar Wester       | SWE     | 80      |
| 10      | Andri Ragettli     | SUI     | 60      |
| 10      | Teal Harle         | CAN     | 60      |

| Aerials | Aerials             | Aerials | Aerials |
| #       | Naam                | Land    | Punten  |
| ------- | ------------------- | ------- | ------- |
| 1       | Maksim Boerov       | RUS     | 355     |
| 2       | Jia Zongyang        | CHN     | 329     |
| 3       | Anton Koesjnir      | BLR     | 320     |
| 4       | Maksim Goestik      | BLR     | 267     |
| 5       | Qi Guangpu          | CHN     | 254     |
| 6       | Oleksandr Abramenko | UKR     | 182     |
| 7       | Ilja Boerov         | RUS     | 161     |
| 8       | Olivier Rochon      | CAN     | 157     |
| 9       | Lewis Irving        | CAN     | 153     |
| 10      | Jonathon Lillis     | USA     | 143     |

| Halfpipe | Halfpipe       | Halfpipe | Halfpipe |
| #        | Naam           | Land     | Punten   |
| -------- | -------------- | -------- | -------- |
| 1        | Alex Ferreira  | USA      | 362      |
| 2        | David Wise     | USA      | 279      |
| 3        | Noah Bowman    | CAN      | 230      |
| 4        | Simon d'Artois | CAN      | 204      |
| 5        | Birk Irving    | USA      | 192      |
| 6        | Aaron Blunck   | USA      | 182      |
| 7        | Thomas Krief   | FRA      | 160      |
| 8        | Kevin Rolland  | FRA      | 138      |
| 9        | Kyle Smaine    | USA      | 134      |
| 10       | Robin Briguet  | SUI      | 124      |

| Moguls | Moguls              | Moguls | Moguls |
| #      | Naam                | Land   | Punten |
| ------ | ------------------- | ------ | ------ |
| 1      | Mikaël Kingsbury    | CAN    | 940    |
| 2      | Dmitri Reiherd      | KAZ    | 585    |
| 3      | Ikuma Horishima     | JPN    | 441    |
| 4      | Sho Endo            | JPN    | 342    |
| 5      | Matt Graham         | AUS    | 334    |
| 6      | Benjamin Cavet      | FRA    | 326    |
| 7      | Choi Jae-woo        | KOR    | 288    |
| 8      | Bradley Wilson      | USA    | 261    |
| 9      | Sacha Theocharis    | FRA    | 244    |
| 10     | Marc-Antoine Gagnon | CAN    | 235    |

| Slopestyle | Slopestyle     | Slopestyle | Slopestyle |
| #          | Naam           | Land       | Punten     |
| ---------- | -------------- | ---------- | ---------- |
| 1          | Andri Ragettli | CAN        | 420        |
| 2          | Ferdinand Dahl | NOR        | 277        |
| 3          | Oscar Wester   | SWE        | 272        |
| 4          | James Woods    | GBR        | 229        |
| 5          | Øystein Bråten | NOR        | 225        |
| 6          | Nick Goepper   | USA        | 195        |
| 7          | Alexander Hall | USA        | 184        |
| 8          | Jesper Tjäder  | SWE        | 175        |
| 9          | Evan McEachran | CAN        | 156        |
| 10         | Jonas Hunziker | SUI        | 156        |

## Vrouwen

### Kalender
| Datum | Plaats          | Onderdeel   | Eerste                     | Tweede                   | Derde                      |
| --- | --------------- | ----------- | -------------------------- | ------------------------ | -------------------------- |
| 27/08/2017                                                                                                  | Cardrona        | Slopestyle  | Kelly Sildaru              | Giulia Tanno             | Jennie-Lee Burmansson      |
| 01/09/2017                                                                                                  | Cardrona        | Halfpipe    | Cassie Sharpe              | Kelly Sildaru            | Marie Martinod             |
| 03/11/2017                                                                                                  | Kopenhagen      | Big air     | Afgelast                   | Afgelast                 | Afgelast                   |
| 18/11/2017                                                                                                  | Milaan          | Big air     | Coline Ballet-Baz          | Johanne Killi            | Giulia Tanno               |
| 26/11/2017                                                                                                  | Stubai          | Slopestyle  | Jennie-Lee Burmansson      | Katie Summerhayes        | Caroline Claire            |
| 01/12/2017                                                                                                  | Mönchengladbach | Big air     | Giulia Tanno               | Sarah Höfflin            | Dominique Ohaco            |
| 08/12/2017                                                                                                  | Copper Mountain | Halfpipe    | Marie Martinod             | Devin Logan              | Zhang Kexin                |
| 07/12/2017                                                                                                  | Val Thorens     | Skicross    | Sandra Näslund             | Heidi Zacher             | Kelsey Serwa               |
| 09/12/2017                                                                                                  | Val Thorens     | Skicross    | Afgelast                   | Afgelast                 | Afgelast                   |
| 09/12/2017                                                                                                  | Ruka            | Moguls      | Britteny Cox               | Audrey Robichaud         | Marika Pertachija          |
| 12/12/2017                                                                                                  | Arosa           | Skicross    | Sandra Näslund             | Heidi Zacher             | Brittany Phelan            |
| 15/12/2017                                                                                                  | Montafon        | Skicross    | Fanny Smith                | Heidi Zacher             | Sandra Näslund             |
| 16/12/2017                                                                                                  | Secret Garden   | Aerials     | Hanna Hoeskova             | Xu Mengtao               | Ashley Caldwell            |
| 17/12/2017                                                                                                  | Secret Garden   | Aerials     | Danielle Scott             | Xu Mengtao               | Kristina Spiridonova       |
| 22/12/2017                                                                                                  | Secret Garden   | Halfpipe    | Zhang Kexin                | Yurie Wanabe             | Valeria Demidova           |
| 21/12/2017                                                                                                  | Innichen        | Skicross    | Heidi Zacher               | Georgia Simmerling       | Sandra Näslund             |
| 22/12/2017                                                                                                  | Innichen        | Skicross    | Sandra Näslund             | Marielle Berger Sabbatel | Georgia Simmerling         |
| 21/12/2017                                                                                                  | Thaiwoo         | Moguls      | Jaelin Kauf                | Joelia Galysjeva         | Andi Naude                 |
| 22/12/2017                                                                                                  | Thaiwoo         | Moguls      | Joelia Galysjeva           | Jaelin Kauf              | Andi Naude                 |
| 23/12/2017                                                                                                  | Font-Romeu      | Slopestyle  | Tess Ledeux                | Jennie-Lee Burmansson    | Tiril Sjåstad Christiansen |
| 06/01/2018                                                                                                  | Moskou          | Aerials     | Kiley McKinnon             | Aleksandra Ramanoeskaja  | Aleksandra Orlova          |
| 06/01/2018                                                                                                  | Calgary         | Moguls      | Britteny Cox               | Perrine Laffont          | Justine Dufour-Lapointe    |
| 10/01/2018                                                                                                  | Deer Valley     | Moguls      | Perrine Laffont            | Jaelin Kauf              | Morgan Schild              |
| 11/01/2018                                                                                                  | Deer Valley     | Moguls      | Jaelin Kauf                | Perrine Laffont          | Morgan Schild              |
| 12/01/2018                                                                                                  | Deer Valley     | Aerials     | Xu Mengtao                 | Kristina Spiridonova     | Kong Fanyu                 |
| 12/01/2018                                                                                                  | Snowmass        | Halfpipe    | Cassie Sharpe              | Brita Sigourney          | Ayana Onozuka              |
| 13/01/2018                                                                                                  | Snowmass        | Slopestyle  | Johanne Killi              | Maggie Voisin            | Isabel Atkin               |
| 13/01/2018                                                                                                  | Idre            | Skicross    | Sandra Näslund             | Marielle Berger Sabbatel | India Sherret              |
| 14/01/2018                                                                                                  | Idre            | Skicross    | Sandra Näslund             | Fanny Smith              | Heidi Zacher               |
| 19/01/2018                                                                                                  | Mammoth         | Halfpipe    | Brita Sigourney            | Maddie Bowman            | Devin Logan                |
| 21/01/2018                                                                                                  | Mammoth         | Slopestyle  | Tiril Sjåstad Christiansen | Jennie-Lee Burmansson    | Caroline Claire            |
| 19/01/2018                                                                                                  | Lake Placid     | Aerials     | Lydia Lassila              | Hanna Hoeskova           | Laura Peel                 |
| 20/01/2018                                                                                                  | Lake Placid     | Aerials     | Xu Mengtao                 | Lydia Lassila            | Laura Peel                 |
| 20/01/2018                                                                                                  | Nakiska         | Skicross    | Sandra Näslund             | Marielle Berger Sabbatel | Alizée Baron               |
| 20/01/2018                                                                                                  | Tremblant       | Moguls      | Justine Dufour-Lapointe    | Andi Naude               | Joelia Galysjeva           |
| 9 tot en met 25 februari 2018: Olympische Winterspelen 2018 in Pyeongchang (telt niet mee voor wereldbeker) |                 |             |                            |                          |                            |
| 03/03/2018                                                                                                  | Silvaplana      | Slopestyle  | Tess Ledeux                | Johanne Killi            | Jennie-Lee Burmansson      |
| 03/03/2018                                                                                                  | Sunny Valley    | Skicross    | Fanny Smith                | Brittany Phelan          | Katrin Ofner               |
| 04/03/2018                                                                                                  | Sunny Valley    | Skicross    | Sandra Näslund             | Brittany Phelan          | Fanny Smith                |
| 03/03/2018                                                                                                  | Tazawako        | Moguls      | Perrine Laffont            | Justine Dufour-Lapointe  | Keaton McCargo             |
| 04/03/2018                                                                                                  | Tazawako        | Dual moguls | Tess Johnson               | Britteny Cox             | Laura Grasemann            |
| 10/03/2018                                                                                                  | Airolo          | Dual moguls | Afgelast                   | Afgelast                 | Afgelast                   |
| 16/03/2018                                                                                                  | Seiseralm       | Slopestyle  | Caroline Claire            | Isabel Atkin             | Yuki Tsubota               |
| 17/03/2018                                                                                                  | Kühtai          | Halfpipe    | Afgelast                   | Afgelast                 | Afgelast                   |
| 17/03/2018                                                                                                  | Megève          | Skicross    | Afgelast                   | Afgelast                 | Afgelast                   |
| 18/03/2018                                                                                                  | Megève          | Dual moguls | Jaelin Kauf                | Perrine Laffont          | Justine Dufour-Lapointe    |
| 22/03/2018                                                                                                  | Tignes          | Halfpipe    | Cassie Sharpe              | Marie Martinod           | Brita Sigourney            |
| 24/03/2018                                                                                                  | Quebec          | Big air     | Dara Howell                | Silvia Bertagna          | Megan Cressey              |

### Eindstanden
| Algemeen | Algemeen              | Algemeen | Algemeen |
| #        | Naam                  | Land     | Punten   |
| -------- | --------------------- | -------- | -------- |
| 1        | Sandra Näslund        | SWE      | 87,00    |
| 2        | Xu Mengtao            | CHN      | 67,50    |
| 3        | Jennie-Lee Burmansson | SWE      | 64,14    |
| 4        | Perrine Laffont       | FRA      | 60,70    |
| 5        | Hanna Hoeskova        | BLR      | 60,17    |
| 6        | Jaelin Kauf           | USA      | 56,10    |
| 7        | Cassie Sharpe         | CAN      | 54,83    |
| 8        | Fanny Smith           | SUI      | 53,90    |
| 9        | Brita Sigourney       | USA      | 51,00    |
| 10       | Brittany Phelan       | CAN      | 48,90    |

| Skicross | Skicross                 | Skicross | Skicross |
| #        | Naam                     | Land     | Punten   |
| -------- | ------------------------ | -------- | -------- |
| 1        | Sandra Näslund           | SWE      | 870      |
| 2        | Fanny Smith              | SUI      | 539      |
| 3        | Brittany Phelan          | CAN      | 489      |
| 4        | Heidi Zacher             | GER      | 474      |
| 5        | Marielle Berger Sabbatel | FRA      | 422      |
| 6        | Georgia Simmerling       | CAN      | 373      |
| 7        | Kelsey Serwa             | CAN      | 344      |
| 8        | Alizée Baron             | FRA      | 318      |
| 9        | Katrin Ofner             | AUT      | 279      |
| 10       | Sami Kennedy-Sim         | AUS      | 259      |

| Big air | Big air           | Big air | Big air |
| #       | Naam              | Land    | Punten  |
| ------- | ----------------- | ------- | ------- |
| 1       | Silvia Bertagna   | ITA     | 162     |
| 2       | Giulia Tanno      | SUI     | 160     |
| 3       | Dominique Ohaco   | CHI     | 155     |
| 4       | Sarah Höfflin     | SUI     | 130     |
| 5       | Dara Howell       | CAN     | 100     |
| 5       | Coline Ballet-Baz | FRA     | 100     |
| 7       | Johanne Killi     | NOR     | 80      |
| 8       | Kea Kühnel        | GER     | 74      |
| 9       | Megan Cressey     | CAN     | 60      |
| 10      | Elena Gaskell     | CAN     | 45      |

| Aerials | Aerials                 | Aerials | Aerials |
| #       | Naam                    | Land    | Punten  |
| ------- | ----------------------- | ------- | ------- |
| 1       | Xu Mengtao              | CHN     | 405     |
| 2       | Hanna Hoeskova          | BLR     | 361     |
| 3       | Kristina Spiridonova    | RUS     | 237     |
| 4       | Aleksandra Ramanoeskaja | BLR     | 211     |
| 5       | Lydia Lassila           | AUS     | 200     |
| 6       | Danielle Scott          | AUS     | 185     |
| 7       | Laura Peel              | AUS     | 180     |
| 8       | Kiley McKinnon          | USA     | 179     |
| 9       | Aleksandra Orlova       | RUS     | 176     |
| 10      | Alina Gridneva          | RUS     | 170     |

| Halfpipe | Halfpipe         | Halfpipe | Halfpipe |
| #        | Naam             | Land     | Punten   |
| -------- | ---------------- | -------- | -------- |
| 1        | Cassie Sharpe    | CAN      | 329      |
| 2        | Brita Sigourney  | USA      | 306      |
| 3        | Zhang Kexin      | CHN      | 264      |
| 4        | Maddie Bowman    | USA      | 260      |
| 5        | Marie Martinod   | FRA      | 241      |
| 6        | Carly Margulies  | USA      | 217      |
| 7        | Devin Logan      | USA      | 185      |
| 8        | Valeria Demidova | RUS      | 184      |
| 9        | Saori Suzuki     | JPN      | 181      |
| 10       | Annalisa Drew    | USA      | 177      |

| Moguls | Moguls                  | Moguls | Moguls |
| #      | Naam                    | Land   | Punten |
| ------ | ----------------------- | ------ | ------ |
| 1      | Perrine Laffont         | FRA    | 607    |
| 2      | Jaelin Kauf             | USA    | 561    |
| 3      | Britteny Cox            | AUS    | 467    |
| 4      | Andi Naude              | CAN    | 462    |
| 5      | Justine Dufour-Lapointe | CAN    | 454    |
| 6      | Joelia Galysjeva        | KAZ    | 420    |
| 7      | Tess Johnson            | USA    | 356    |
| 8      | Keaton McCargo          | USA    | 331    |
| 9      | Audrey Robichaud        | CAN    | 287    |
| 10     | Chloé Dufour-Lapointe   | CAN    | 254    |

| Slopestyle | Slopestyle                 | Slopestyle | Slopestyle |
| #          | Naam                       | Land       | Punten     |
| ---------- | -------------------------- | ---------- | ---------- |
| 1          | Jennie-Lee Burmansson      | SWE        | 449        |
| 2          | Johanne Killi              | NOR        | 270        |
| 3          | Caroline Claire            | USA        | 245        |
| 4          | Tess Ledeux                | FRA        | 236        |
| 5          | Anastasia Tatalina         | RUS        | 230        |
| 6          | Tiril Sjåstad Christiansen | NOR        | 216        |
| 7          | Giulia Tanno               | SUI        | 180        |
| 8          | Elena Gaskell              | CAN        | 180        |
| 9          | Isabel Atkin               | GBR        | 176        |
| 10         | Lana Proesakova            | RUS        | 160        |

## Uitzendrechten
- Canada: CBC Sports[1]
- Duitsland: ARD/ZDF[2]
- Finland: Yle
- Nederland: Eurosport
- Noorwegen: NRK
- Zweden: SVT[3][4]
- Zwitserland: SRG SSR[5]